# Chris Foreman (gitarist)

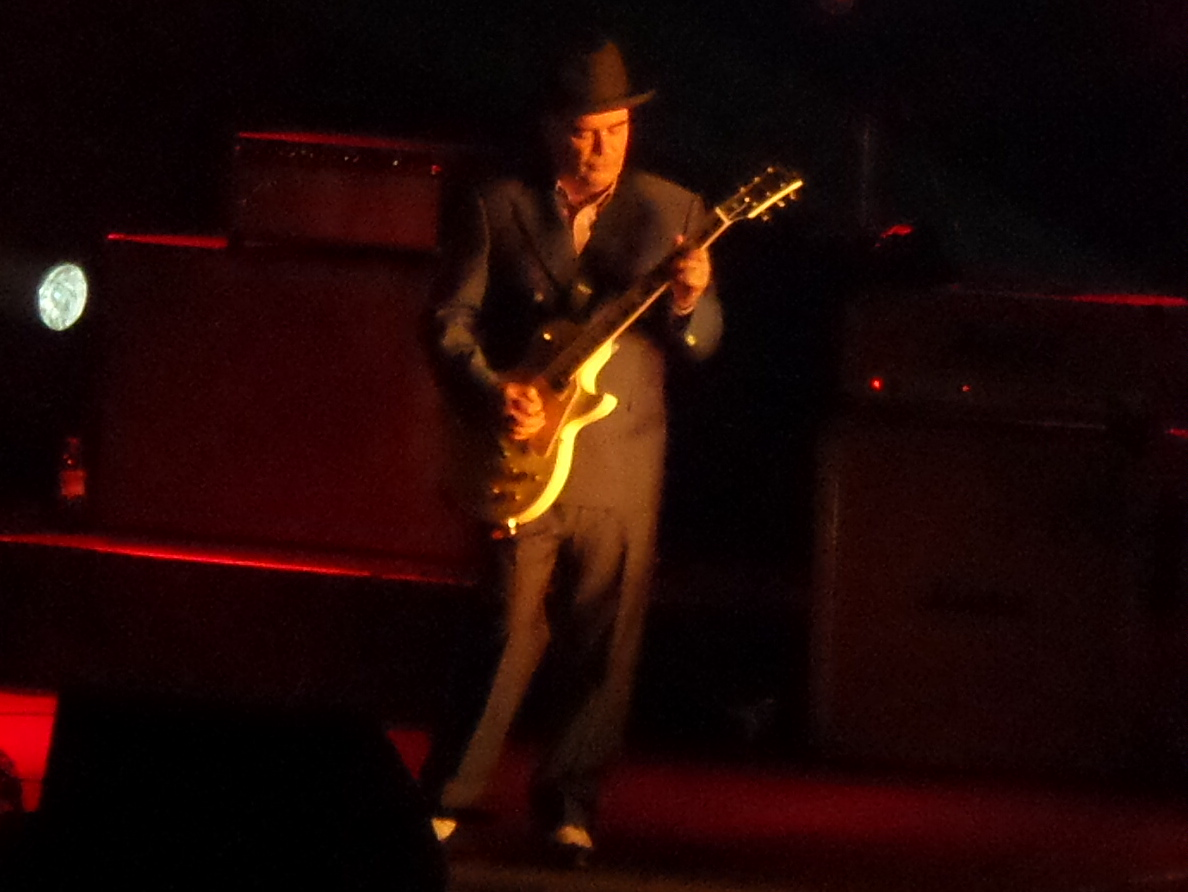
Chris Foreman

Christopher John Foreman (8 augustus 1956), ook wel Chrissy Boy genoemd, is gitarist van de Britse ska-popband Madness.

## Biografie
Foreman groeide op als zoon van een folkzanger; aanvankelijk wilde hij geen muzieklessen nemen, maar later ging hij dan toch overstag en kreeg hij dankzij een belastingteruggave zijn eerste gitaar. 
Foreman raakte bevriend met Lee Thompson en Mike Barson; samen richtten ze eind 1976 The North London Invaders op. Begin 1979 werd de naam gewijzigd tot Madness; iets dat Foreman eigenlijk als grap bedoelde, maar de keuze om de band te vernoemen naar een nummer van de Jamaicaanse ska-zanger Prince Buster bleek zo gek nog niet. 
Madness brak door dankzij de door 2-Tone op gang gebrachte ska-revival, maar ontwikkelde zich al snel tot makers van pakkende liedjes en humoristische videoclips met een onderliggende boodschap. Deze waren meestal geschreven door Foreman, in combinatie met Thompson of zanger Suggs. 
In 1986 kwam er een eind aan zeven jaar top 40-hits; Madness hield ermee op omdat de lol er al af was toen Barson begin 1984 de band en de muziekwereld verliet. Vlak daarna besloten Foreman, Thompson, Suggs en tweede zanger Carl 'Chas Smash' Smyth om toch verder te gaan en die plaat af te maken waar ze voor de breuk aan begonnen te werken. 
Het door drumcomputers en synthesizers gedomineerde The Madness verscheen in 1988 maar werd de minst succesvolle release tot dan toe; het aflopende contract werd niet verlengd wegens het niet aanleveren van nieuwe demo's, en The Madness werd datzelfde jaar nog met stille trom opgeheven. Foreman, die ook zijn relatie met ex-Belle Stars-zangeres Jennie Matthias op de klippen zag lopen, en Thompson waren terug bij af. Samen werkten ze aan nummers die in 1990 op de cd Crunch verschenen, en de basis vormden voor de band The Nutty Boys waarmee ze volgens het back-to-basics-principe weer in het kroegen en zalen-circuit optraden. 
In 1992 kwam Madness weer bij elkaar naar aanleiding van de succesvolle hitverzamelaar Divine Madness, en op 8 augustus vierde Foreman zijn 36e verjaardag tijdens het eerste van twee Madstock-concerten in Finsbury Park. De reünie kreeg een vervolg, maar verwachtingen omtrent nieuw materiaal konden niet (meteen) worden waargemaakt omdat de leden van Madness ook hun eigen dingen bleven doen; Foreman zorgde voor zijn zieke moeder en werd voor de tweede keer vader, vandaar dat The Nutty Boys (in 1995 omgedoopt tot Crunch!) een tandje terugschakelden. 
Pas in 1999 kwam er een nieuw Madness-album uit; de opvolger, het met ska- en reggae-covers gevulde The Dangermen Sessions Vol. 1, verscheen in 2005. Foreman was tijdens de opnamen met ruzie (of zoals hij het zelf aangaf; "time-comsuming bollocks") opgestapt, en werd beurtelings vervangen door Kevin 'Segs' Jumings (voormalig gitarist van The Ruts) en Kevin Burdett. 
Op 30 november 2006 maakte de naar Brighton verhuisde Foreman zijn terugkeer bekend; zijn gitaar was nu uitgerust met een ingebouwde camera (axecam) waarmee hij filmpjes maakte van fans en celebs die hij vervolgens online zette. In 2011 herstelde Foreman een oude traditie in ere door bij live-optredens een cover te zingen.
Tijdens de coronacrisis in 2020 sprak Foreman met fans via zoom-sessies.
Suggs · Mike Barson · Lee Thompson · Chris Foreman · Mark Bedford · Daniel Woodgate · Chas Smash
- Biblioteca Nacional de España: XX1754773
- International Standard Name Identifier: 0000 0003 8523 0077
- Library of Congress Control Number: no2004039372
- MusicBrainz: e312102c-e0a2-4893-9809-f4a5d1b9dd7a
- Nationale Bibliotheek van Tsjechië: xx0076931
- Nationale Bibliotheek van Israël: 987007408442005171
- Virtual International Authority File: 76744550
- WorldCat: E39PBJfh9jQDBh4cBQqV9bj9jC